# رادار دوم نظارتی
رادار دوم نظارتی (به انگلیسی: Secondary surveillance radar) (مخفف انگلیسی: SSR) سیستم راداری است که در مراقبت پرواز استفاده می‌شود. در این سیستم اطلاعات اضافه‌تر از رادار معمولی که فقط موقعیت هواپیما را تشخیص می‌دهد، مخابره می‌کند.